# دايف واتسون
دايف واتسون (بالإنجليزية: Dave Watson)‏، من مواليد 20 نوفمبر 1961 في ليفربول في إنجلترا، لاعب كرة قدم إنجليزي سابق، ومدرب كرة قدم إنجليزي سابق.
لعب مع نادي نوريتش سيتي ونادي إيفرتون.
درب نادي إيفرتون.

## مسيرته الكروية
لعب دايف واتسون خلال مسيرته الاحترافية مع 3 أندية في واحد وعشرون موسمًا وسجل خلالها 34 هدفًا ضمن 635 مباراة. حيث فاز في موسم واحد بالكأس وفي موسمين بالدوري.
خاض دايف واتسون مسيرته مع نادي ليفربول في موسم 1979–80 لمدة موسم واحد، لم يشارك في أي مباراة ولم يسجل أي هدف. ثم انتقل إلى نادي نورويتش سيتي في موسم 1980–81 ليلعب معه ستة مواسم، حيث شارك في 212 مباراة سجل خلالها 11 هدفًا. لينتقل بعدها إلى نادي إيفرتون في موسم 1986–87 ليلعب معه أربعة عشر موسمًا، مشاركًا في 423 مباراة سجل خلالها 23 هدفًا.

## روابط خارجية
- دايف واتسون على موقع قاعدة بيانات كرة القدم.إي يو (الإنجليزية)
- دايف واتسون على موقع ناشيونال فوتبول تيمز (الإنجليزية)
- دايف واتسون على موقع Soccerbase.com (لاعب) (الإنجليزية)
- دايف واتسون على موقع عالم كرة القدم.نت (الإنجليزية)